# Mota Babulu
Der Mota Babulu ist ein Fluss im indonesischen Westteil der Insel Timor.

## Verlauf
Der Babulu entspringt im Distrikt Nanaet Dubesi, nah der Grenze zum Nachbarstaat Osttimor und fließt dann nach Süden. An seinem Ostufer liegt der Distrikt Ostkobalima, an seinem Westufer befinden sich die Distrikte Rai Manuk und Kobalima. Schließlich mündet der Babulu in die Timorsee.